# Szent Paraszkiva-fatemplom (Tirnavica)
A tirnavicai Szent Paraszkiva-fatemplom műemlékké nyilvánított épület Romániában, Hunyad megyében. A romániai műemlékek jegyzékében a  HD-II-m-A-03463 sorszámon szerepel.